# Heraclia minchini
Heraclia minchini är en fjärilsart som beskrevs av George Francis Hampson 1907. Heraclia minchini ingår i släktet Heraclia och familjen nattflyn. Inga underarter finns listade i Catalogue of Life.